# العلاقات البريطانية الطاجيكستانية
العلاقات البريطانية الطاجيكستانية هي العلاقات الثنائية التي تجمع بين المملكة المتحدة وطاجيكستان.

## مقارنة بين البلدين
هذه مقارنة عامة ومرجعية للدولتين:
| وجه المقارنة                                              | المملكة المتحدة                 | طاجيكستان                          |
| --------------------------------------------------------- | ------------------------------- | ---------------------------------- |
| المساحة (كم2)                                             | 242.50 ألف                      | 143.10 ألف                         |
| عدد السكان (نسمة)                                         | 66.02 مليون                     | 8.92 مليون                         |
| الكثافة السكانية (ن./كم²)                                 | 272.25                          | 62.33                              |
| العاصمة                                                   | لندن                            | دوشنبه                             |
| اللغة الرسمية                                             | لغة إنجليزية، اللغة الويلزية    | اللغة الطاجيكية                    |
| العملة                                                    | جنيه إسترليني                   | ساماني طاجيكي، الروبل الطاجيكستاني |
| الناتج المحلي الإجمالي (بليون دولار)                      | 2.62 تريليون                    | 7.15 مليار                         |
| الناتج المحلي الإجمالي (تعادل القوة الشرائية) بليون دولار | 2.72 تريليون                    | 24.03 مليار                        |
| الناتج المحلي الإجمالي الاسمي للفرد دولار أمريكي          | 43.88 ألف                       | 925                                |
| الناتج المحلي الإجمالي للفرد دولار أمريكي                 | 40.23 ألف                       | 2.69 ألف                           |
| مؤشر التنمية البشرية                                      | 0.907                           | 0.624                              |
| رمز المكالمات الدولي                                      | +44                             | +992                               |
| رمز الإنترنت                                              | .uk، .gb                        | .tj                                |
| المنطقة الزمنية                                           | توقيت غرينيتش، توقيت غرب أوروبا | ت ع م+05:00                        |

## منظمات دولية مشتركة
يشترك البلدان في عضوية مجموعة من المنظمات الدولية، منها:
| علم المنظمة | اسم المنظمة                        | تاريخ انضمام المملكة المتحدة | تاريخ انضمام طاجيكستان |
| ----------- | ---------------------------------- | ---------------------------- | ---------------------- |
|             | مؤسسة التنمية الدولية              | 24 سبتمبر 1960               | 4 يونيو 1993           |
|             | منظمة الأمن والتعاون في أوروبا     | 25 يونيو 1973                | 30 يناير 1992          |
|             | مؤسسة التمويل الدولية              | 20 يوليو 1956                | 2 ديسمبر 1994          |
|             | منظمة حظر الأسلحة الكيميائية       | ?                            | ?                      |
|             | الأمم المتحدة                      | 24 أكتوبر 1945               | 2 مارس 1992            |
|             | الاتحاد الدولي للاتصالات           | 24 فبراير 1871               | 28 أبريل 1994          |
|             | منظمة الشرطة الجنائية الدولية      | ?                            | ?                      |
|             | البنك الدولي للإنشاء والتعمير      | 27 ديسمبر 1945               | 4 يونيو 1993           |
|             | الاتحاد البريدي العالمي            | ?                            | ?                      |
|             | وكالة ضمان الاستثمار متعدد الأطراف | 12 أبريل 1988                | 9 ديسمبر 2002          |
|             | بنك التنمية الآسيوي                | 1966                         | 1998                   |
|             | يونسكو                             | 4 نوفمبر 1946                | 6 أبريل 1993           |
|             | الفريق المعني برصد الأرض           | ?                            | ?                      |

## وصلات خارجية
- موقع وزارة الخارجية البريطانية